# Білий Косцюл (Нижньосілезьке воєводство)
Білий Косцюл (пол. Biały Kościół) — село в Польщі, у гміні Стшелін Стшелінського повіту Нижньосілезького воєводства.
Населення — 383 особи (2011).
У 1975-1998 роках село належало до Вроцлавського воєводства.

## Демографія
Демографічна структура станом на 31 березня 2011 року:
|          | Загалом | Допрацездатний вік | Працездатний вік | Постпрацездатний вік |
| -------- | ------- | ------------------ | ---------------- | -------------------- |
| Чоловіки | 183     | 37                 | 128              | 18                   |
| Жінки    | 200     | 37                 | 116              | 47                   |
| Разом    | 383     | 74                 | 244              | 65                   |